# Орлы (Московская область)
Орлы́ — деревня в муниципальном округе Егорьевск Московской области России .

## География
Деревня Орлы расположена в северной части муниципального округа Егорьевск, примерно в 4 километрах к северу от города Егорьевск. В 500 метрах к северу от деревни протекает река Шувойка. Высота над уровнем моря 140 метров.

## Название
В письменных источниках упоминается как пустошь Ортюнинская (1577 год), с 1627 года — деревня. В 1763 году деревня обозначена с двумя названиями — Артюнинская, Орлы тож. С 1782 года за деревней закрепилось название Орлы.
Название Ортюнинская происходит от Ортюня — просторечной формы календарного личного имени Артемий. Современное наименование связано с некалендарным личным именем Орёл.

## История
До отмены крепостного права жители деревни относились к разряду государственных крестьян.
После 1861 года деревня вошла в состав Нечаевской волости Егорьевского уезда. Приход находился в селе Рыжеве.
В 1926 году деревня входила в Рыжевский сельсовет Егорьевской волости Егорьевского уезда.
До 1994 года Орлы входила в состав Шувойского сельсовета Егорьевского района, а в 1994—2006 годы — Шувойского сельского округа.
До 2015 года входила в состав городского поселения Егорьевск.

## Демография
В 1885 году в деревне проживало 190 человек, в 1905 году — 231 человек (111 мужчин, 120 женщин), в 1926 году — 162 человека (71 мужчин, 91 женщина). По переписи 2002 года — 20 человек (7 мужчин, 13 женщин). Население — 22 человек (2010).
| 1859 | 1868 | 1885 | 1905 | 1926 | 2002 | 2006 |
| ---- | ---- | ---- | ---- | ---- | ---- | ---- |
| 126  | ↗135 | ↗190 | ↗231 | ↘162 | ↘20  | ↗21  |
| 2010 |      |      |      |      |      |      |
| ↗22  |      |      |      |      |      |      |